# Albert Rösti
Albert Rösti (ur. 7 sierpnia 1967) – szwajcarski polityk, członek Szwajcarskiej Rady Związkowej.

## Życiorys
Studiował agronomię na Politechnice Federalnej w Zurychu oraz ukończył zarządzanie w biznesie na uniwersytecie w Rochester. W latach 2000–2007 prezes oddziału Szwajcarskiej Partii Ludowej w Uetendorf, w 2008 wybrany do rady miasta a w 2014- na burmistrza Uetendorf. W listopadzie 2015 wycofał swoją kandydaturę do Szwajcarskiej Rady Związkowej. W latach 2016–2020 pełnił funkcję przewodniczącego Szwajcarskiej Partii Ludowej.
7 grudnia 2022 wybrany na członka Szwajcarskiej Rady Związkowej, zastępując Uli Maurera, urzędowanie rozpoczął 1 stycznia 2023. Stoi na czele Federalnego Departamentu Środowiska, Transportu, Energii i Komunikacji.